# اووا
اووا (به ژاپنی: 応和 Ōwa)؛ نام یک عصر تاریخی ژاپنی (نِنگُو) بود. این عصر بعد از تنتوکو و قبل از کوهو قرار داشت و از فوریه ۹۶۱ تا اوت ۹۶۴ میلادی به طول انجامید. در طی این عصر امپراتور موراکامی حکمران ژاپن بود.